# Formuła magiczna

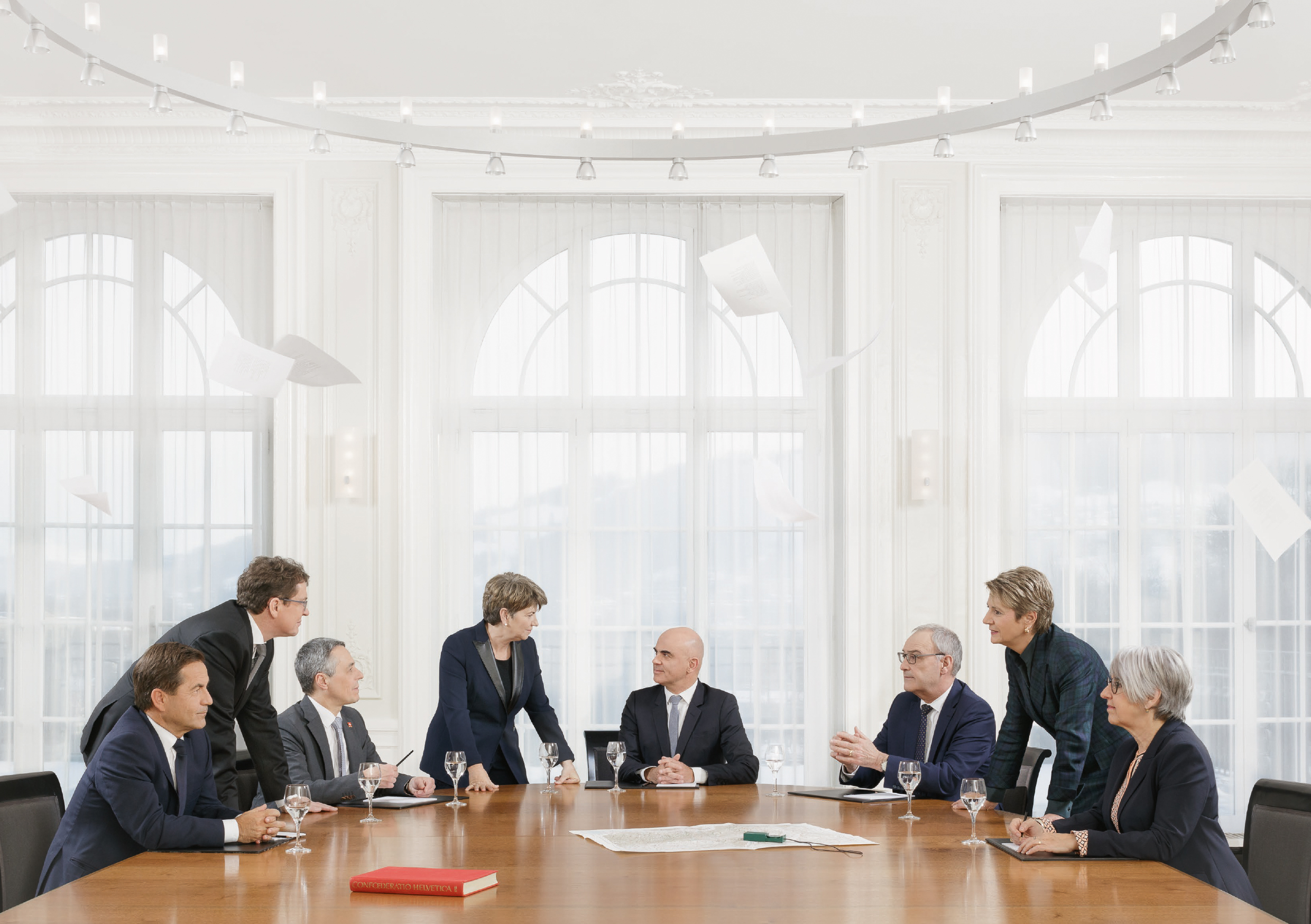
Szwajcarska Rada Federalna 2023

Formuła magiczna, Złota siódemka (niem. Zauberformel) – sposób wyłaniania siedmiu członków szwajcarskiego rządu – Rady Federalnej. Wybory te mają miejsce co cztery lata w grudniu przez Zgromadzenie Federalne. Głosowanie jest tajne i trwa do momentu uzyskania przez któregoś z kandydatów większości bezwzględnej. Z powodu specyfiki systemu politycznego Szwajcarii i szerokich możliwości wszczęcia referendum przez obywateli, zdecydowano się na współpracę między partiami politycznymi. To właśnie z tej współpracy wyłoniła się magiczna formuła. Ma ona swoje początki już w 1891 roku, kiedy to liberałowie zaprosili przedstawicieli partii chadeckiej oraz innych ugrupowań do utworzenia rządu. Od 1959 roku wykorzystywano model 2+2+2+1, w którym to dwóch reprezentantów mieli liberałowie, chadecy oraz socjaldemokraci, a konserwatyści tylko jednego. Było to zależnie od poparcia. W 2003 roku nastąpiła pewna zmiana zwana "nową magiczną formułą": otóż dobre wyniki partii konserwatywnej, a także pogarszające partii chadeckiej spowodowały zmianę w liczbie ich reprezentantów. Partia chadecka zatem miała jednego reprezentanta, podczas gdy partia konserwatywna - dwóch. 
Na rok 2024 po dwóch członków Rady obsadzają trzy partie: Szwajcarska Partia Ludowa (SVP), Socjaldemokratyczna Partia Szwajcarii (SPS), Radykalno-Demokratyczna Partia Szwajcarii (FPD), a jedno miejsce przysługuje Chrześcijańsko-Demokratycznej Partii Ludowej Szwajcarii (CVP). Według tradycji co najmniej dwóch reprezentantów powinno pochodzić z kantonów włoskojęzycznych lub francuskojęzycznych, a także reprezentowane powinny być kantony Berno, Zurych i Vaud. Obecnie konstytucja jednak wymaga jedynie osób reprezentujących różne regiony i języki urzędowe Szwajcarii. Dążono także do zwiększenia ilości żeńskich reprezentantek w rządzie, jak się okazało, z powodzeniem.